# Daniel Mwangi
Daniel Muchunu Mwangi (1984) is een Keniaanse langeafstandsloper. Hij heeft sinds 2005 het wereldrecord in handen op de Ekiden.
Op 23 november 2005 verbeterde hij in de Japanse stad Chiba met het Keniaanse team bestaande uit Josephat Ndambiri, Martin Mathathi, Mwangi, Mekubo Mogusu, Onesmus Nyerere en John Kariuki het wereldrecord op de Ekiden naar 1:57.06. Ze verbeterde hiermee het wereldrecord dat in handen was van het Marokkaanse team met 54 seconden.
In 2008 maakte Daniel Mwangi zijn marathondebuut op de marathon van Oita. Nog voor halverwege kwam hij ten val en verloor zijn schoen. Uiteindelijk wist hij zich weer bij de kopgroep te voegen. Op het 25 kilometerpunt viel het veld uit elkaar en hij werd vijfde in 2:14.28.

## Persoonlijke records
| Onderdeel      | Prestatie | Datum           | Plaats    |
| -------------- | --------- | --------------- | --------- |
| 5.000 m        | 13.18,21  | 29 april 2005   | Hiroshima |
| 10.000 m       | 28.05,30  | 19 mei 2007     | Kumagaya  |
| halve marathon | 1:03.16   | 6 juli 2003     | Sapporo   |
| marathon       | 2:14.13   | 7 december 2008 | Fukuoka   |

## Palmares

### marathon
- 2008: 5e marathon van Oita - 2:14.28
- 2008: 12e marathon van Fukuoka - 2:14.13